# Raymond Dart

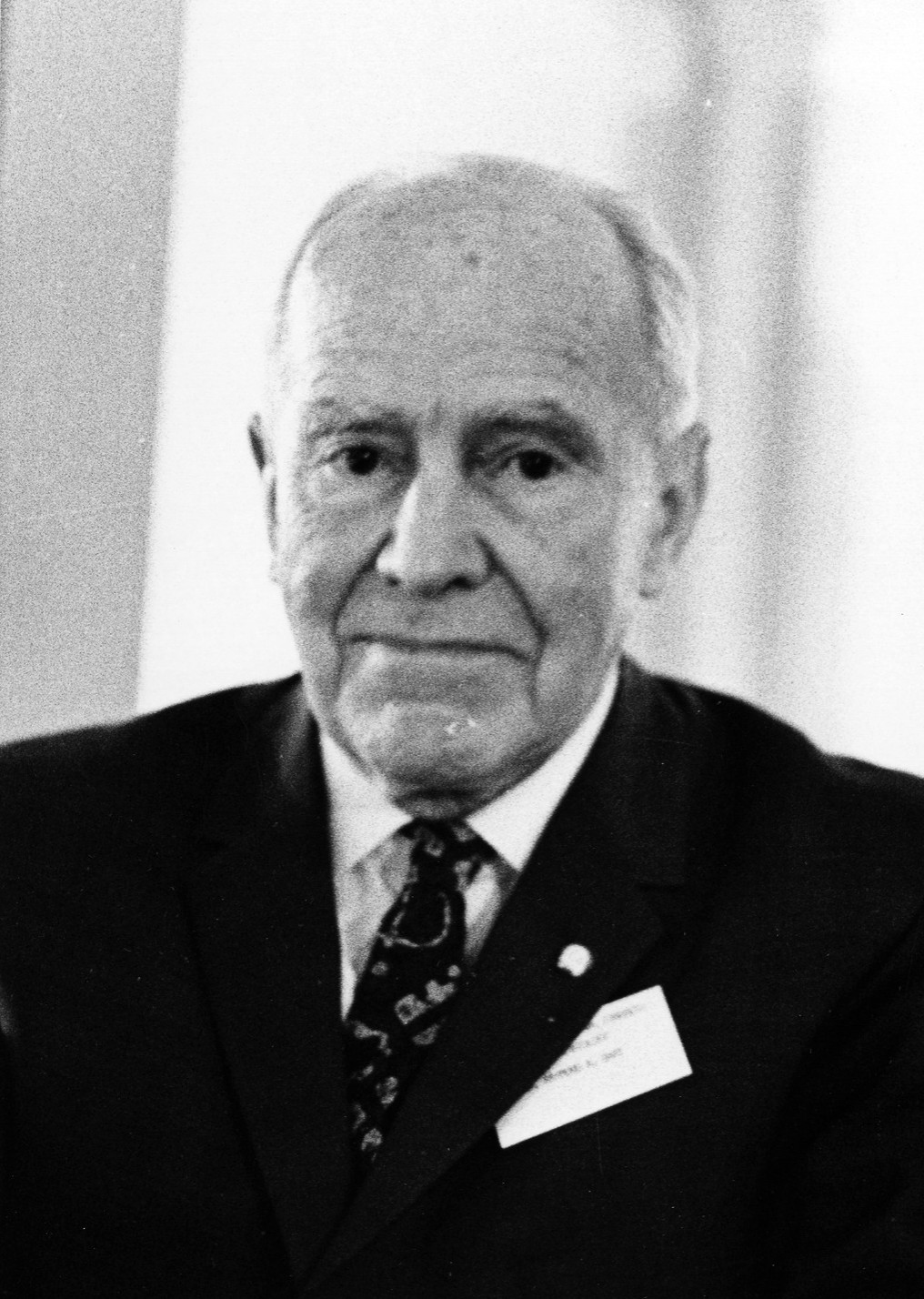
Raymond Dart, 1968

Raymond Arthur Dart (* 4. Februar 1893 in Toowong bei Brisbane, Australien; † 22. November 1988 in Sandton, Johannesburg, Südafrika) war ein australischer Anatom und Paläoanthropologe. Bekanntheit erlangte er durch die Erstbeschreibung des „Kindes von Taung“, des fossilen Schädels eines jungen Vormenschen, den ein Steinbrucharbeiter 1924 nahe der Ortschaft Taung im Nordwesten Südafrikas entdeckt hatte und der 1925 von ihm als erster Fund eines Australopithecus wissenschaftlich beschrieben wurde.

## Leben

### Familie
Dart war der Sohn des Farmers und Händlers Samuel Dart und von Eliza Ann Brimblecombe. Am 3. September 1921 heiratete er in Woods Hole die US-amerikanische Medizinstudentin Dora May Tyree (1893–1980). Nach der Scheidung heiratete er am 28. November 1936 in Boksburg die Südafrikanerin Marjorie Gordon Frew (1906–1988), die er an der Witwatersrand University kennengelernt hatte. Mit Frew hatte Dart eine Tochter namens Diana Elizabeth (* 1940) und einen Sohn namens Galen Alexander (1937–2012).

### Ausbildung
Raymond Dart studierte Medizin, zunächst an der University of Queensland in Brisbane und später an der University of Sydney. Nachdem ihm 1913 der Titel Bachelor of Science und 1915 der Master of Science verliehen worden war, erwarb er 1917 auch den Bachelor of Medicine und die Bachelors of Medicine and Surgery. Danach ging er nach England, wo er bis zum Ende des Ersten Weltkrieges in einer Sanitätstruppe Dienst tat. Anschließend setzte er seine Studien an der University of London fort und wurde dort ab 1920 Assistent von Grafton Elliot Smith, der am University College London den Lehrstuhl für Anatomie innehatte. Smith war damals der angesehenste Neuroanatom des Landes und wurde später für seine Leistungen geadelt. Durch Smith bekam Raymond Dart auch Zugang zu dem gleichfalls bedeutenden – und später geadelten – Anatomen Arthur Keith. Beide Forscher waren aufgrund ihrer anatomischen Kenntnisse zugleich auch Schlüsselfiguren unter den britischen Anthropologen.
Dart war keineswegs begeistert, als Elliot Smith ihm 1922 nahelegte, sich für den neu eingerichteten Anatomie-Lehrstuhl an der Medical School der University of the Witwatersrand in Johannesburg zu bewerben. Wesentlich lieber wäre es ihm gewesen, weiterhin in der Nähe seiner beiden Förderer zu arbeiten statt an einem „furchtbaren Ort“ in Südafrika. Er folgte jedoch ihrem Rat, dass ein zeitweiliger Aufenthalt seiner akademischen Karriere förderlich sein werde und verließ Ende 1922 England.

## Das „Kind von Taung“

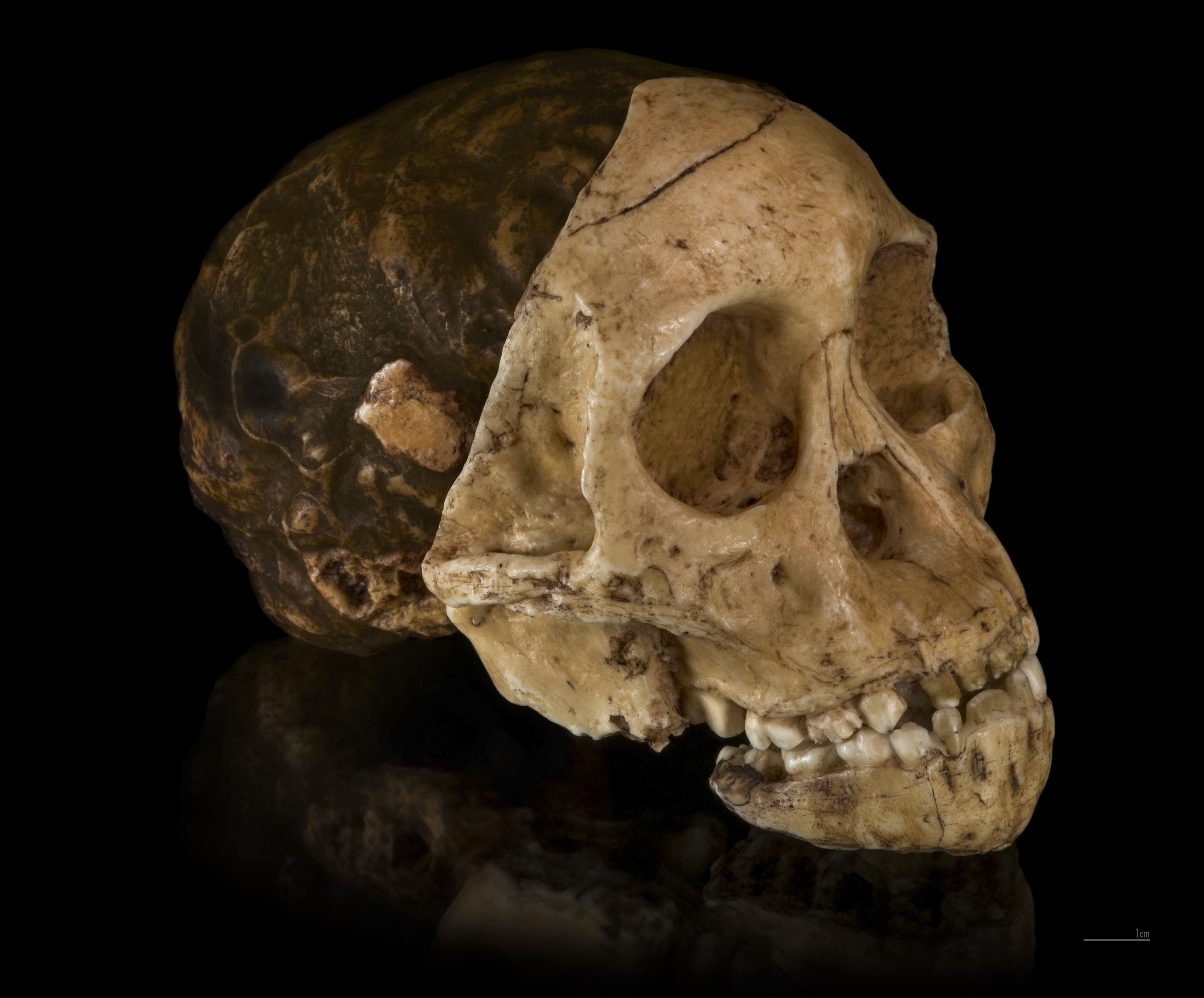
Das „Kind von Taung“, Nachbildung

Ende November 1924 bekam Dart Fossilien zugestellt, die in dem südafrikanischen Steinbruch Buxton in der Nähe von Taung gefunden worden waren. Er erkannte in einem Schädel den Überrest eines jungen Hominiden, welcher mitsamt Unterkiefer, Milchgebiss und einem natürlichen Schädelausguss des Schädelinnenraums erhalten war. Bereits Anfang Januar 1925 schickte Dart die Erstbeschreibung des „Kindes von Taung“ an die britische Fachzeitschrift Nature, sie wurde im folgenden Monat veröffentlicht. Dart nannte die von ihm aufgestellte Gattung Australopithecus („südlicher Affe“) und die Art Australopithecus africanus („südlicher Affe aus Afrika“). Dart ging davon aus, dass die Knochenfunde von Taung, vor allem kleinere Tiere wie Paviane, Springböcke, Nagetiere, Vögel und Schildkröten, die Nahrungsreste des Australopithecus darstellten, dieser also ein Fleischfresser war. Er wies auch auf die Schädeltraumata der Paviane hin, die er auf Australopithecus zurückführte.

## Makapansgat Limeworks
In den 1920er-Jahren wies ein örtlicher Lehrer, Wilfried Eitzman, Dart auf die Funde aus der Höhle von Makapansgat hin. Einige dieser Knochen schienen verbrannt zu sein. Eine Ausgrabung durch Phillip Tobias, damals Student an der Witwatersrand-Universität, erbrachte weitere Funde. Ab 1946 ließ Dart den Abraum der Kalkbrenner durchsuchen, wobei Hominidenfossilen entdeckt wurden, die Dart 1948 als Australopithecus prometheus publizierte; heute werden auch diese Funde Australopithecus africanus zugeordnet. Sämtliche Funde aus Makapansgat sind keiner datierbaren Fundschicht zuzuordnen und ohne Fundzusammenhang.

## Die Jagdhypothese
Aufgrund der Funde von Makapansgat postulierte Dart eine Nutzung von Knochen, Zähnen und Hörnern durch Australopithecus africanus zur Jagd (Osteodontokeratische Kultur). 1953 in einem Fachartikel und 1959 in seinen Memoiren Adventures with the missing link deutete Dart die zahlreiche Knochenfunde von diversen Tierarten als Beute der Australopithecinen, spekulierte über gemeinsame Jagden der frühen Hominiden und leitete daraus weit reichende Schlüsse zu den Mechanismen der Menschwerdung ab. Der amerikanische Dramatiker Robert Ardrey popularisierte dieses Modell – die Jagd als Schlüssel zur Menschwerdung – wenig später, indem er in seinem erfolgreichen Buch „African Genesis“ die Vorfahren des Homo sapiens als blutrünstige Wesen schilderte, die andere Hominiden töteten und verspeisten. Aufgegriffen wurde Darts Gedankengang auch vom Science-Fiction-Autor Arthur C. Clarke, in dessen mit Stanley Kubrick gemeinsam geschaffener Romanfassung 2001: Odyssee im Weltraum die bekannte Szene mit dem Oberschenkelknochen-schwingenden Vormenschen enthalten ist, die auch in Kubricks Film 2001: Odyssee im Weltraum vorkommt. Inge Schröder vom Anthropologischen Institut der Christian-Albrechts-Universität Kiel bezeichnete diese Lesart der Begleitfunde aus den Makapan-Höhlen 1989 als überholt: „Heute vermutet man, dass die Vorstellung von einer dem Menschen innewohnenden, stammesgeschichtlich verankerten Tendenz zur Grausamkeit und zum Töten auch von der Auseinandersetzung mit den Schrecken und Greueltaten des Zweiten Weltkriegs beeinflusst war.“